# Thlaspi kotschyanum
Thlaspi kotschyanum är en korsblommig växtart som beskrevs av Pierre Edmond Boissier och Rudolph Friedrich Hohenacker. Thlaspi kotschyanum ingår i släktet skärvfrön, och familjen korsblommiga växter. Inga underarter finns listade i Catalogue of Life.